# Cody·Lee (李)
Cody·Lee (李)（日語：コーディリー）是一個日本的搖滾樂團。所屬的經紀公司是Sony Music Artists，唱片廠牌為Ki/oon Music 。

## 历史
Cody·Lee (李)是於2018年8月由共同就讀於尚美学園大学的高橋響與力毅组成。同月，发行首支单曲《drizzle》。 11月10日，參加了「Victor Rock Festival祭典番外編Dog Run Circuit '18」，2019年2月9日，登上的舞台演出。
2019年1月，在Eggs舉辦的甄選活動「LIVE BOOSTER」中榮獲大獎。同年4月，發行了首張迷你專輯。8月，在甄選活動「TIP OFF ACT」中再次獲得大獎，並因此於次月成功登上音樂節「BAYCAMP」的舞台。
2022年5月25日正式出道，并从Sony Music Records的Ki/oon Music发行了完整专辑 。同年10月至11月，他计划举办名为“Cody・Lee SPECIAL LIVE TOUR Welcome! To Sumomo Heights -3LDK-”的个人巡演，该巡演将访问全国5个地点。这将是由音乐家和艺人进行的三人现场表演。
2020年1月，支援成員尾崎リノ（主唱・木吉他）正式加入。同年4月，成立自主唱片品牌“sakuramachi records” 。同年11月12日，在YouTube上舉行了免費直播演出「體溫的確認方法 at your room」。同年12月16日，发行第一张完整专辑 。
2020年发行的《我愛你》音乐录影带 （页面存档备份，存于）在日本境外突然走红，发行后两个月内点击量突破100万次，使得樂團開始得到海外聽眾的關注，成為進軍海外演出的契機。
2023年2月25日首度於海外演出，至台灣台中參加浮現祭。同年，高橋利用翻譯網站（DeepL翻譯）直接透過社群網站向身為樂團粉絲的台灣演員陳妤蓁提出邀約，最終成功讓她出演《在夜市再見》的MV。 2023年8月11日，宣布成员尾崎リノ即将毕业退團。
2024年公開的《烏托邦》MV，是由高橋直接私訊邀請台灣導演劉立擔任製作，並在台灣由全日本以外的工作人員進行拍攝。同年4月20日，於中國成都草莓音樂節演出，並於4月23日在台北舉辦了首次海外專場演出。11月30日，參加了香港Clockenflap的演出。目前，在日本國內與國外的演出次數已達到各占一半的狀態。

## 成员

### 現任成員
高橋 響（たかはし ひびき）- 主唱・吉他。
1998年5月12日。
岩手縣花卷市櫻町出身。畢業於岩手縣立花卷北高等學校。
最初，高橋響將個人錄音項目命名為「Cody·Lee (李)」。也就是說，除了高橋之外的成員，都是以後來加入Cody·Lee (李)的形式參與的。是樂團中唯一沒有普通汽車駕照的成員。
力毅- 吉他・和聲。
1998年10月30日。
原名為山口力毅（やまぐち りき）。身高170.6cm。
與鼓手原汰輝在高中時代通過音樂相關的社群網站結識。由於進入了同一所大學，在樂團成立之前便已有密切交流。
 - 貝斯・和聲。
1995年10月24日。
岩手縣瀧澤市出身。
原名為西間慧（讀音相同）。
於2021年2月正式加入樂團。
是高橋的家鄉學長，早在ニシマ組成其他樂隊期間，便與高橋有往來。此外，在加入Cody·Lee (李)初期，他同時兼任於貝斯手不足的其他三個樂團。
原 汰輝（はら たいき）- 爵士鼓・和聲。
1999年1月20日。身高165.6cm。
與高橋響及力毅同時進入同一所大學，但僅入學2個月後便退學。因此，在Cody·Lee (李)成立時，原已不再就學。值得一提的是，原是高橋在大學中結交的第一位朋友，因為原突然退學，高橋曾一度成為孤單一人。退學後，原另組樂團活動，但仍經常到大學走動，最終加入了樂團。

### 前任成員
藤田すみれ - 主唱・木吉他。
2019年8月退團。
花岡飛如 - 貝斯・和聲。
2019年8月退團。
川添拓海 - 效果器・DJ。
2019年8月退團。
尾崎リノ（おざき リノ）- 主唱・木吉他。
1999年2月22日、千葉縣出生。
作為創作歌手，也以個人企劃「尾崎リノと幽霊」的名義進行活動。。
2023年9月畢業。

## 作品列表

### 單曲
|              | 發行日         | 標題                                                      | 收錄曲目                                                   | 收錄專輯                         |
| ------------ | -------------- | --------------------------------------------------------- | ---------------------------------------------------------- | -------------------------------- |
| 1st          | 2018年8月11日  | drizzle                                                   | 1. drizzle 2. キャスパー                                   | 生活のニュース                   |
| 2nd（數位）  | 2019年11月1日  | I'm sweet on you（BABY I LOVE YOU）                       | 1. I'm sweet on you（BABY I LOVE YOU）                     | 生活のニュース                   |
| 3rd（數位）  | 2020年4月29日  | 桜町                                                      | 1. 桜町                                                    | 生活のニュース                   |
| 1st（類比）  | 2020年8月8日   | 桜町                                                      | 1. 桜町 2. 東京                                            | 生活のニュース                   |
| 2nd（類比）  | 2020年11月3日  | I'm sweet on you（BABY I LOVE YOU） / キャスパー（7inch） | 1. I'm sweet on you（BABY I LOVE YOU） 2. キャスパー       | 生活のニュース                   |
| 3rd（類比）  | 2021年6月12日  | 我愛你 / drizzle（7inch）                                 | 1. 我愛你 2. drizzle（2020）                               | 生活のニュース                   |
| 4th（數位）  | 2021年6月23日  | 悶々                                                      | 1. 悶々                                                    | 心拍数とラヴレター、それと優しさ |
| 5th（數位）  | 2021年8月1日   | 異星人と熱帯夜                                            | 1. 異星人と熱帯夜                                          | 心拍数とラヴレター、それと優しさ |
| 6th（數位）  | 2021年10月27日 | LOVE SONG                                                 | 1. LOVE SONG                                               | 心拍数とラヴレター、それと優しさ |
| 7th（數位）  | 2021年12月24日 | しろくならない                                            | 1. しろくならない                                          | 心拍数とラヴレター、それと優しさ |
| 8th（數位）  | 2022年3月15日  | 世田谷代田                                                | 1. 世田谷代田                                              | 心拍数とラヴレター、それと優しさ |
| 9th（數位）  | 2022年8月10日  | 冷やしネギ蕎麦 - Hikaru Arata Remix                       | 1. 冷やしネギ蕎麦 - Hikaru Arata Remix                     | 未收錄                           |
| 10th（數位） | 2022年10月10日 | DANCE風呂a! feat.SIKK-O                                   | 1. DANCE風呂a! feat.SIKK-O                                 | 未收錄                           |
| 11th（數位） | 2023年2月1日   | 1096                                                      | 1. 1096                                                    | 未收錄                           |
| 12th（數位） | 2023年4月7日   | おどる ひかり                                             | 1. おどる ひかり                                           | ひかりのなまえ EP                |
| 13th（數位） | 2023年5月26日  | 在夜市再見 (feat. タブゾンビ)                             | 1. 在夜市再見 (feat. タブゾンビ)                           | ひかりのなまえ EP                |
| 14th（數位） | 2023年9月4日   | さよuなら                                                 | 1. さよuなら                                               | 最後の初恋                       |
| 15th（數位） | 2023年11月21日 | 涙を隠して (Boys Don't Cry)                               | 1. 涙を隠して (Boys Don't Cry)                             | 最後の初恋                       |
| 16th（數位） | 2024年1月17日  | 烏托邦                                                    | 1. 烏托邦 2. 烏托邦 -Instrumental-                         | 最後の初恋                       |
| 17th（數位） | 2024年2月28日  | イエロー                                                  | 1. イエロー 2. イエロー -Instrumental-                     | 最後の初恋                       |
| 18th（數位） | 2024年5月15日  | 生活                                                      | 1. 生活 2. 生活 -Instrumental-                             | 最後の初恋                       |
| 19th（數位） | 2024年11月18日 | 君の彼氏になりたい                                        | 1. 君の彼氏になりたい 2. 君の彼氏になりたい -Instrumental- | 未收錄                           |
| 20th（數位） | 2025年2月26日  | Ghost (feat. 洪佩瑜)                                      | 1. Ghost 2. Ghost -Instrumental-                           | 未收錄                           |
| 21st（數位） | 2025年6月25日  | ダンスする惑星                                            | 1. ダンスする惑星 2. ダンスする惑星 -Instrumental-         | 未收錄                           |
| 22nd（數位） | 2025年8月6日   | 月面接吻                                                  | 1. 月面接吻                                                | 未收錄                           |

## 外部連結
- 官方網站 （页面存档备份，存于）
- YouTube上的Cody·Lee頻道
- Twitter
  - Cody·Lee (李)的X（前Twitter）
  - 高橋響的X（前Twitter）
  - 力毅的X（前Twitter）
  - ニシマケイ的X（前Twitter）
  - 原汰輝的X（前Twitter）
- Instagram
  - Cody·Lee (李)的Instagram帳戶
  - 高橋響的Instagram帳戶
  - 力毅的Instagram帳戶
  - ニシマケイ的Instagram帳戶
  - 原汰輝的Instagram帳戶